# Кізвілл (Нью-Йорк)
Кізвілл (англ. Keeseville) — переписна місцевість (CDP) в США, в округах Клінтон і Ессекс штату Нью-Йорк. Населення — 2931 особа (2020).

## Географія
Кізвілл розташований за координатами 44°30′17″ пн. ш. 73°28′56″ зх. д. / 44.50472° пн. ш. 73.48222° зх. д. (44.504740, -73.482094).  За даними Бюро перепису населення США в 2010 році переписна місцевість мала площу 3,18 км², з яких 3,04 км² — суходіл та 0,14 км² — водойми. В 2017 році площа становила 15,88 км², з яких 15,59 км² — суходіл та 0,29 км² — водойми.

## Демографія
Згідно з переписом 2010 року, у селищі мешкало 1815 осіб у 750 домогосподарствах у складі 484 родин. Густота населення становила 571 особа/км².  Було 841 помешкання (264/км²).
Расовий склад населення:
| - 96,2 % — білих - 0,9 % — чорних або афроамериканців - 0,7 % — азіатів - 0,3 % — корінних американців |

До двох чи більше рас належало 1,8 %. Частка іспаномовних становила 1,4 % від усіх жителів.
За віковим діапазоном населення розподілялося таким чином: 22,8 % — особи молодші 18 років, 64,3 % — особи у віці 18—64 років, 12,9 % — особи у віці 65 років та старші. Медіана віку мешканця становила 40,1 року. На 100 осіб жіночої статі у селищі припадало 98,6 чоловіків;  на 100 жінок у віці від 18 років та старших — 95,7 чоловіків також старших 18 років.
Середній дохід на одне домашнє господарство  становив 45 289 доларів США (медіана — 37 898), а середній дохід на одну сім'ю — 49 886 доларів (медіана — 44 079). Медіана доходів становила 32 037 доларів для чоловіків та 34 511 долар для жінок. За межею бідності перебувало 27,0 % осіб, у тому числі 45,2 % дітей у віці до 18 років та 8,1 % осіб у віці 65 років та старших.
Цивільне працевлаштоване населення становило 692 особи. Основні галузі зайнятості: освіта, охорона здоров'я та соціальна допомога — 21,8 %, роздрібна торгівля — 14,5 %, виробництво — 13,4 %.